# I'm Your Man (Leonard Cohen)
I'm Your Man è l'ottavo album in studio di Leonard Cohen.

## Descrizione
In un contesto di tastiere e ritmi propulsivi, Cohen osserva il panorama globale, con un preciso e inflessibile occhio: l'apertura di First We Take Manhattan è una fantasia inquietante di malaugurio del successo commerciale, legata in un fascio di immagini cripto-fasciste. Il brano Everybody Knows è un catalogo cinico di come si può scavare nell'amore distruggendolo.
La canzone Everybody Knows è stata una delle prime canzoni scritte in collaborazione con Sharon Robinson, la quale diventerà un'assidua collaboratrice nelle successive produzioni. Specialmente nell'album Ten New Songs, Robinson sarà coproduttrice di tutte le canzoni dell'album.
Tom Waits ha dichiarato che I'm Your Man è uno dei suoi album preferiti.
Nick Cave ha cantato il brano I'm Your Man nell'omonimo film dedicato a Leonard Cohen.

## Tracce
Tutte le canzoni sono state scritte da Leonard Cohen, alcune delle quali in collaborazione con altri artisti.
Lato A
1. First We Take Manhattan – 6:01 (Leonard Cohen)
2. Ain't No Cure for Love – 4:50 (Leonard Cohen)
3. Everybody Knows – 5:36 (Leonard Cohen, Sharon Robinson)
4. I'm Your Man – 4:28 (Leonard Cohen)

Lato B
1. Take This Waltz – 5:59 (Leonard Cohen, Federico García Lorca)
2. Jazz Police – 3:53 (Leonard Cohen, Jeff Fisher)
3. I Can't Forget – 4:31 (Leonard Cohen)
4. Tower of Song – 5:37 (Leonard Cohen, Jennifer Warnes)

## Formazione e musicisti
- Leonard Cohen: tastiere, voce
- Jude Johnson: voce
- Anjani Thomas: voce
- Jennifer Warnes: voce
- Mayel Assouly: coro
- Evelyine Hebey: coro
- Elisabeth Valletti: coro
- Jeff Fisher: tastiere
- Bob Stanley: chitarra
- Sneaky Pete Kleinow: Pedal steel guitar
- Peter Kisilenko: basso
- Tom Brechtlein: batteria
- Vinnie Colaiuta: batteria
- Lenny Castro: percussioni
- Michel Robidoux: batteria, tastiere
- John Bilezikjian: Oud
- Richard Beaudet: sassofono
- Raffi Hakopian: violino

## Cover
- Nella colonna sonora del film Leonard Cohen: I'm Your Man ci sono due versioni di Tower of Song. Una di Martha Wainwright e un'altra di in studio sempre di Leonard Cohen cantata insieme agli U2. In quest'ultima, Bono canta la seconda strofa mentre Cohen il resto.
- Aaron Neville, che ancor prima ha registrato la cover di Bird on the Wire, ha contribuito anche con Ain't No Cure For Love per l'album tributo Tower of Song.
- Everybody Knows è stata ripresa dai Concrete Blonde per la colonna sonora del film del 1990 Pump Up the Volume.
- Everybody Knows è inoltre stata registrata dall'ex membro degli Eagles Don Henley in Tower of Song.
- I R.E.M. hanno contribuito cantando First We Take Manhattan per il film Leonard Cohen: I'm Your Man.
- I Pixies hanno contribuito con I Can't Forget per l'album tributo I'm Your Fan.
- Un estratto di Tower Of Song è stata registrata da Nick Cave and the Bad Seeds per I'm Your Fan.
- Tower of Song è stata incisa inoltre da Marianne Faithfull, Tom Russell e The Jesus and Mary Chain.
- Sigrid incise una cover di Everybody Knows per la colonna sonora della versione cinematografica del film Justice League.

## Film
- La title track appare nella colonna sonora di "Secretary".
- La title track appare nella colonna sonora del film di Nanni Moretti Caro diario.
- Leonard Cohen: I'm Your Man è un film tributo del 2006 fatto per l'autore canadese.
- La title track appare nella colonna sonora di "La versione di Barney".
- Everybody Knows si trova nella colonna sonora del film King Of Kong e nel film di Atom Egoyan exotica.
- Everybody Knows si può inoltre sentire nei titoli di coda del film The Program.